# Idiotipula confluens
Idiotipula confluens är en tvåvingeart som beskrevs av Alexander 1921. Idiotipula confluens ingår i släktet Idiotipula och familjen storharkrankar. Inga underarter finns listade i Catalogue of Life.